# 上村白鴎
上村 白鴎（かみむら はくおう、宝暦4年〈1754年〉 - 天保3年〈1813年〉）は、江戸時代中期の常滑焼の陶工。
上村八兵衛の次男として常滑の北条村に生まれた。ろくろを用いない手法で多くの作品を残した。
79歳で同地にて死去。正住院に葬られた。